# 白井貴子のオールナイトニッポン
『白井貴子のオールナイトニッポン』（しらいたかこのオールナイトニッポン）は、ニッポン放送制作の深夜放送、オールナイトニッポンで放送されていたラジオ番組である。放送枠及び放送時間・放送期間は、1983年10月4日から1986年9月30日まで、火曜2部（毎週火曜日深夜27:00～29:00（水曜日未明3:00～5:00））。

## 概要
メインパーソナリティはシンガーソングライター、歌手の白井貴子。番組開始当初から、自分たちで自由に伸び伸びやりたいという本番組の方針で放送作家は不在で、白井の事務所のスタッフが放送前日にディレクターの元に出向いて届いたはがきをもらい、白井の元に届けて読むはがきを選ばせるようにしていた。番組中でかかる曲は洋楽のロックの他、時々J-POP、歌謡曲も交えて、その数は平均14～15曲ほどで、1986年当時の佐藤ディレクター曰く当時のオールナイトニッポン全曜日の中で一番かかる曲数が多いとのことで、白井自身もそのうち半分以上の選曲を行っていた。ディレクターがかけたい曲がある時も、白井にリクエストしなければいけないほどだったという。
オープニングテーマ曲は、ビートルズの曲『デイ・トリッパー』のチープ・トリック・バージョン。
コーナーも『今週のビートルズ』、『TAKAKOのHoly night』、『インディーズをいじめるな』など、音楽に特化した構成のコーナーが多かった（各コーナーの内容は後述）。これ以外は、はがきに対しそれに答える『TAKAKOと二人きり』などはがき紹介コーナーやフリートークで構成されていた。
本番組のジングルには「眠れなければ寝るなー、白井貴子のオールナイトニッポン！」「今夜は今夜しかないのさ、白井貴子のオールナイトニッポン！」などといったものがあった。
1985年中は、当時白井と同じ事務所所属で“妹分”と言われていた渡辺美里がメインで出演するコーナーがあった。
1985年2月27日には前枠の番組『桑田佳祐のオールナイトニッポン』で特別企画「バースデイスペシャルライブ ～時間を止めてしまいたい　男・桑田佳祐23＋6歳～」が行われ、午前3時になってもライブが終わらなかったためにこの日は本番組でもオープニングからこの企画の生放送が行われ、白井も桑田佳祐と共演する形で出演した。

## 主なコーナー
今週のビートルズ
- 毎週ビートルズの曲を必ず一曲かけていた[2]。

TAKAKOのHoly night
- 毎週洋楽の曲を一曲採り上げて紹介し、その訳詞を朗読して曲へ入っていた[2]。

Rock'n Rollでぶっ飛ばせ
- リスナーから不満に思った話、頭に来た話を募集。番組中で紹介して元気付けようというコーナー[1]。

インディーズをいじめるな
- 普通はかかることのないインディーズの曲にスポットライトを当てて紹介しながら曲をかけていた[2]。

TAKAKOと二人きり
- 普通のお便りやはがきのコーナー。はがきや手紙を紹介し、それに答えていた[2]。

TAKAKOちゃんとホンテくん
アーティスト特集
他